# مارینا فراگوت
مارینا فراگوت (اسپانیایی: Marina Ferragut‎؛ زادهٔ ۱۱ فوریه ۱۹۷۲) بازیکن بسکتبال زن اهل اسپانیا بود.
وی در مسابقات کشوری و بین‌المللی در مجموع برندهٔ ۱ مدال طلا، ۳ مدال برنز شده‌است.